# Еджгаеху Тае
Еджгаеху Тае (род. 10 февраля 2000, Эфиопия) — эфиопская легкоатлетка, выступающая в беге на длинные дистанции и кроссе. Бронзовый призёр чемпионата мира 2023 года. Участница летних Олимпийских игр 2020 года в Токио. 

## Биография
В июле 2018 года Тае завоевала серебряную медаль в беге на 5000 метров на чемпионате мира IAAF 2018 среди спортсменов не старше 20-ти лет, который состоялся в финском Тампере. 
На Африканских играх 2019 года она заняла пятое место на дистанции 5000 метров.
В июне 2021 года она установила новый личный рекорд - 14:14.09 на национальных отборочных соревнованиях к Олимпийским играм 2020 год. На летних Играх в Токио Тае заняла итоговое пятое место на дистанции 5000 метров. 
31 декабря 2021 год эфиопская спортсменка установила мировой рекорд в смешанном забеге на 5 км на дистанции Cursa dels Nassos 5K в Барселоне со временем 14 минут 19 секунд, улучшив предыдущий результат на 20 секунд.
На чемпионате мира в помещениях в 2022 году в Белграде эфиопка завоевала бронзовую медаль на дистанции 3000 метров с результатом 8:42.23. В Орегоне летом 2022 года она приняла участие на чемпионате мира, где на дистанции 10000 метров стала шестой с результатом 30:12,45. 
В 2023 году на чемпионате мира по лёгкой атлетике, который состоялся в Будапеште, эфиопская спортсменка, в беге на 10000 метров, с результатом 31:28,31 стала бронзовой медалисткой чемпионата мира.

## Персональные результаты
| Дисциплина   | Время    | Место | Дата |
| ------------ | -------- | ----- | ---- |
| 3000 метров  | 8:19.52  | Париж | 2021 |
| 5000 метров  | 14:12.98 | Юджин | 2022 |
| 10000 метров | 30:12.45 | Юджин | 2022 |